# Bonnie Wright
Bonnie Francesca Wright (ur. 17 lutego 1991 w Londynie) – brytyjska aktorka.
Odtwórczyni roli Ginny Weasley w ekranizacjach Harry’ego Pottera. Gra tam zakochaną w Harrym młodszą siostrę Ronalda Weasleya. Grała również dwie małe role w Stranded, gdzie wcieliła się w postać Sary, a także w filmie: Agatha Christie: A Life in Pictures, gdzie zagrała młodą Agathę. W 2007 roku podłożyła głos Vanessie w angielskim The Replacements (Wymiennicy).

## Życiorys
Bonnie urodziła się 17 lutego 1991 roku w Londynie w Wielkiej Brytanii, tam też mieszka. Ma starszego brata Lewisa. Rola w Kamieniu Filozoficznym przyniosła Bonnie pewną sławę, rola w następnych ekranizacjach coraz większą. Wright stała się sławna już w wieku 9 lat. Bonnie przyjaźni się z całą obsadą Harry’ego Pottera, ale jej najlepszymi przyjaciółmi są Emma Watson (Hermiona Granger), Evanna Lynch (Luna Lovegood) i Afshan Azad (Padma Patil). W kwietniu 2011 r. Bonnie zaręczyła się z aktorem Jamiem Campbellem Bowerem, w 2012 r. rozstali się.

## Przygoda z Harrym Potterem
Najbardziej znana rola Wright to postać pięknej, ale nieśmiałej Ginny Weasley – dziewczyny, która zakochała się w Harrym Potterze. Lewis Wright (jej brat) namówił ją do wzięcia udziału w castingu do roli Ginny, kiedy Bonnie miała 9 lat. Gdy tylko dowiedziała się, że udało jej się zdobyć rolę natychmiast zaczęła czytać książkę, której wcześniej nie znała. Na planie bardzo zżyła się z Julie Walters, która gra jej filmową mamę; oprócz niej zaprzyjaźniła się także z wieloma innymi aktorami grającymi w filmach z serii HP. Największy stres na planie wywołał u niej pocałunek z Danielem Radcliffe'em (Harry Potter).
Wright, wraz z kolegą z planu Matthew Lewisem (odtwórcą roli Neville’a Longbottoma), była gościem oficjalnej polskiej premiery filmu Harry Potter i Książę Półkrwi w Krakowie.

## Filmografia
- 2001: Harry Potter i Kamień Filozoficzny (Harry Potter and the Philosopher’s Stone) jako Ginevra Molly „Ginny” Weasley
- 2002: Wyspa Robinsonów (Stranded) jako młoda Sara.
- 2002: Harry Potter i Komnata Tajemnic (Harry Potter and the Chamber of Secrets) jako Ginevra Molly „Ginny” Weasley
- 2004: Agatha Christie: Życie w Obrazach (Agatha Christie: A Life in Pictures) jako młoda Agatha.
- 2004: Harry Potter i więzień Azkabanu (Harry Potter and the Prisoner of Azkaban) jako Ginevra Molly „Ginny” Weasley
- 2005: Harry Potter i Czara Ognia (Harry Potter and the Goblet of Fire) jako Ginevra Molly „Ginny” Weasley
- 2006: Wymiennicy (The Replacements) jako Vanessa (dubbing)
- 2006: Reflections on the Fourth Film jako ona sama
- 2007: Harry Potter i Zakon Feniksa (Harry Potter and the Order of the Phoenix) jako Ginevra Molly „Ginny” Weasley
- 2009: Harry Potter i Książę Półkrwi (Harry Potter and Half-Blood Prince) jako Ginevra Molly „Ginny” Weasley
- 2009: London Street Style jako ona sama
- 2010: Harry Potter i Insygnia Śmierci: Część I (Harry Potter and Deathly Hallows) jako Ginevra Molly „Ginny” Weasley
- 2011: Harry Potter i Insygnia Śmierci: Część II (Harry Potter and Deathly Hallows) jako Ginevra Molly „Ginny” Weasley
- 2013: The Philosophers jako Georgia